# Sabine Sun
Sabine Sun (ur. 15 kwietnia 1940) – francuska aktorka filmowa.

## Filmografia
- 1964: Strip-teaseuses ou ces femmes que I'on croit faciles
- 1965: Pianole
- 1965: Co słychać koteczku? jako Pielęgniarka
- 1966: Roger la Honte jako Victoria
- 1966: Król kier jako Mimi la Rose
- 1967: Noc generałów jako Hamburska prostytutka
- 1969: Klan Sycylijczyków jako Simone
- 1970: Zimny pot jako asystentka Joe
- 1984: Człowiek zagadka jako Dr. Zilenka
- 1988: Run for Your Life jako Ann Moorcroft